# 683 Lanzia
683 Lanzia è un asteroide della fascia principale del diametro medio di circa 83,04 km. Scoperto nel 1909, presenta un'orbita caratterizzata da un semiasse maggiore pari a 3,1174512 UA e da un'eccentricità di 0,0501143, inclinata di 18,52986° rispetto all'eclittica.
Recenti osservazioni durante due occultazioni il 18 e 22 dicembre 2010 (P.Baruffetti, G. Tonlorenzi - Massa, G. Bonatti - Carrara,  R. Di Luca - Bologna, C. Schnabel - S. Estebe, J. Rovira - Moja, Spagna) hanno evidenziato un diametro medio di 122,5 km e conseguentemente un valore di Albedo che passa a 0,0705 (compatibile con una natura carbonacea - gruppo C - dell'asteroide).
Il suo nome è in onore di Karl Lanz, fondatore dell'Heidelberg Academy of Sciences di Heidelberg.